# Морін О'Салліван
Морін Пола О'Салліван (англ. Maureen O'Sullivan; 7 травня 1911 Бойл, Роскоммон — 23 червня 1998 Скоттсдейл, Аризона) — ірландська акторка. Перша ірландська акторка, що стала американською зіркою (ролі подруги Тарзана Джейн Паркер та матері Мії Ферроу). Удостоєна зірки на Голлівудській алеї слави.

## Життєпис
Народилася у Бойл, графство Роскоммон, Ірландія 17 травня 1911 в сім'ї Мері Ловатт (до шлюбу Фрейзер) та Чарльза Джозефа О'Саллівана, офіцера Ірландського полку Британської армії «Коннот-Рейнджер», який брав участь у Бурській та Першій світовій війнах. Навчалася у монастирській школі Дубліна, а потім в монастирі «Святого серця» в Роеґемптоні в Лондоні. Однією з її однокласниць була Вів'єн Лі. Закінчила освіту в школі у Франції. Повернувшись до Дубліна, почала працювати з бідними.
Кар'єру кіноакторки Морін О'Салліван почала, зустрівши режисера Френка Борзеджа, який відразу влаштував їй проби для участі у фільмі студії «20th Century Fox» «Пісня в моєму серці» (Song o 'My Heart, 1930). Вона отримала роль, а її партнером був ірландський тенор Джон МакКормак. У супроводі своєї матері вона вирушила у США для завершення зйомок у Голлівуді. Там її примітили, і О'Салліван знялася в 6 фільмах студії «Fox» та в 3-х фільмах інших студій. А у 1932 році Морін О'Салліван підписала контракт з медіакомпанією Metro-Goldwyn-Mayer. Після кількох ролей була запрошена Ірвінгом Талбергом для виконання ролі Джейн Паркер у пригодницькому екшні «Тарзан, людина-мавпа», ставши партнеркою Джонні Вайссмюллера, з яким вже була знайома, наприкінці 1930-х мала з ним короткий роман. Всього Морін О'Салліван зіграла Джейн Паркер у 6-ти картинах.
О'Салліван стала однією з найпопулярніших акторок амплуа «інженю» протягом усіх 1930-х років, знявшись у ряді фільмів з іншими зірками. «Тонка людина» (1934) — знялася з Вільямом Павеллом та Мирною Лой. «Девід Копперфілд» (1935), «Анна Кареніна» (1935) — з Гретою Гарбо і Фредріком Марчем. «Янкі в Оксфорді» (1938) — з Робертом Тейлором і Вів'єн Лі. «Гордість і упередження» (1940) — з Лоуренсом Олів'є і Грір Гарсон. «Мейзі була леді» (1941) — з Енн Сотерн. О'Салліван була фавориткою Ірвінга Талберга та Луїса Барта Маєра на MGM, на неї будували в майбутньому великі плани.
Все обірвалося в 1936 році з раптовою смертю Талберга, що розхолодило Маєра в реалізації О'Салліван як зірки, і незабаром її звели до просто романтичних ролей.
Ряд біографів визнають «Тарзаніаду» одним з найбільш пам'ятних серіалів, коли-небудь знятих, і більшість виводять їх успіх, в тому числі, з роботи Морін О'Салліван. Однак знявшись в останній ролі Джейн «Пригоди Тарзана в Нью-Йорку» (1942), вона розуміє, що виросла з ролі і втомилася від неї. Вона просить студію MGM звільнити її від контракту, посилаючись на те, що мусить доглядати за чоловіком, який нещодавно покинув військово-морські сили з тифом.
У 1949 році Морін О'Салліван повертається на великий екран у фільмі «Paramount Pictures» «Великий годинник», зрежисованому її чоловіком. Потім продовжує з'являтися в окремих фільмах, знятих чоловіком і на телебаченні.
У 1960 році О'Салліван вважає кінокар'єру назавжди закінченою. Можливо, почасти на її рішення вплинула роль Міммс у фільмі «The Tall T», яка їй не сподобалася. Однак ірландський трагік Пет О'Браєн запросив її взяти участь у літній акції відкриття у 1961 році «A Roomful of Roses». Це призвело до занурення акторки зовсім в інше життя під час гри у виставі «Never Too Late» з Полом Фордом; надалі з цим спектаклем вона дебютує на Бродвеї.
Незабаром після бродвейського дебюту акторки її чоловік помер в результаті серцевого нападу. О'Салліван важко переносить втрату, в 1958 вже втративши старшого сина Майкла в авіакатастрофі. Щоб впоратися з болем, знову зважується на зйомки. Деякий час була на «NBC» у передачі «Today Girl», потім знялася в кіноверсії «Ніколи не пізно» (1965) для «Warner Brothers». Працювала і виконавчою директоркою компанії «Wediquette International», що надає весільні послуги. Коли її дочка Міа Ферроу стала зніматися у Вуді Алена, О'Салліван знялася і в фільмі «Хана і її сестри» (1986), граючи мати Міа. Вона також зіграє важливу роль у фільмі «Пегі Сью вийшла заміж» (1986) та знімається з Кетлін Тернер і Ніколасом Кейджем у науково-фантастичному фільмі «Вигнанці» (1987). У 1994 році Морін О'Салліван з Робертом Вагнером та Стефанії Пауерс знялася для телебачення у популярному щотижневому детективному серіалі «Подружжя Гарт».
Померла Морін О'Салліван у віці 87 років від ускладнень, після операції на серці в Скоттсдейл, штат Аризона. Похована на кладовищі «Most Holy Redeemer Cemetery», Нью-Йорк.
Морін О'Салліван удостоєна іменної зірки у 1990 році на Голлівудській Алеї Слави на Голлівуд-бульвар 6541.

## Сім'я
Морін О'Салліван зникає з екранів на 6 років, йде з шоубізнесу, і не через падіння популярності. Вона зробила вибір стати матір'ю і гарною дружиною. 
12 вересня 1936 одружилася з письменниуом а Джона Ферроу, котрий народився в Австралії, та прожила у шлюбі до його смерті у січні 1963 року. Потім протягом 20 років була вдовою і тільки в серпні 1983 року одружилася з Джеймсом Кушингом, з яким прожила 15 років, до своєї смерті. Не завжди легко піти від прибуткової кар'єри, але вона це робить для того, що б присвятити більше часу чоловікові. Вона, однак, не повністю йде на пенсію; Морін ще знайде час для того, щоб час від часу з'являтися в кіно, або на телебаченні, або на сцені. З Джоном Ферроу у них було семеро дітей: Майкл Дем'єн, Патрік Джозеф, Марія де Лурдіс (Міа — стала згодом відомою акторкою Міа Ферроу), Джон Чарлз, Стефанія, Пруденс і Тереза Магдалена Ферроу. Старший син Морін, Майкл, загинув у автокатастрофі в Каліфорнії, а після смерті першого чоловіка кар'єра акторки просто перестала розвиватися.

## Фільмографія
1. 1930: Тільки уявіть / Just Imagine — ЛН-18
2. 1932: Тарзан, людина-мавпа / Tarzan the Ape Man — Джейн Паркер
3. 1932: Дивна перерва / Strange Interlude — Меделін
4. 1932: Духи хмарочоса / Skyscraper Souls — Лінн
5. 1933: Буксирщиця Енні / Tugboat Annie — Патрісія «Пет» Северн
6. 1934: Тарзан і його подруга / Tarzan and His Mate — Джейн Паркер
7. 1934: Тонка людина / The Thin Man — Дороті Вінант
8. 1934: Баррети з Вімпоул-стріт / The Barretts of Wimpole Street — Генрієтта Барретт
9. 1935: Девід Коперфілд / David Copperfield — Дора
10. 1935: Військово-повітряна академія / West Point of the Air — дочка
11. 1935: Кардинал Рішельє / Cardinal Richelieu — Ленор
12. 1935: Анна Кареніна / Anna Karenina — Кітті Щербацька
13. 1936: Диявольська лялька / The Devil-Doll — Лорейн
14. 1937: День на скачках / A Day at the Races — Джуді
15. 1938: Порт семи морів / Port of Seven Seas — Маделон
16. 1940: Гордість і упередження / Pride and Prejudice — 'Джейн Беннет'
17. 1986: Ганна та її сестри / Hannah and Her Sisters — Норма
18. 1986: Пеґґі Сью вийшла заміж / Peggy Sue Got Married — Елізабет Альворг